# Dune II
A Dune II: The Building of a Dynasty (az európai piacon Dune II: Battle for Arrakis címmel) egy 1992-ben kiadott valós idejű stratégiai játék, melyet a Westwood Studios fejlesztett. A játék Frank Herbert 1965-ben megjelent A Dűne című regényének Dűne-univerzumán, valamint az 1984-ben bemutatott Dűne című filmadaptáción alapul, de ezek történetétől több ponton eltér. A Dune II-t két folytatás követte, a szimpla remake Dune 2000 (1998) és az Emperor: Battle for Dune (2001), de egyik sem ismételte meg az eredeti sikerét.

## Története
A regénytől eltérően nem Shaddam, hanem IV. Frederick császár, a Corrino-ház feje pénzre vágyik, hogy tartozásait törlessze, ezért minél több fűszert szeretne szerezni. A probléma az, hogy a fűszer az egész a világegyetemben csupán egyetlen bolygón, az Arrakison található meg, ami a sivatagai miatt Dűne néven is ismert. A császár úgy dönt, hogy azé lesz a Dűne feletti uralom, aki a legtöbb fűszer kitermelésére képes. Ezzel kezdetét veszi a küzdelem a három nemesi ház, az alapművekből ismert Atreides és Harkonnen, valamint a játékban megalkotott Ordos között.

## Játékmenet
A játék kezdetén a három nemesi házból kell kiválasztani egyet, aminek a katonai vezetőt fogja alakítani a játékos. Választási lehetőségek a Harkonnen (színük a piros, címerükön bika jelenik meg), az Atreides (színük a kék, címerükön sas jelenik meg) vagy az Ordos (színük a zöld, címerükön kígyó jelenik meg). A választást egy rövid ismertető követi, majd megjelenik a mentát, aki elmagyarázza az egységek működését. A kiválasztott háznak a játék folyamán mindkét másik ház az ellensége.
A játék célja, hogy a játékos az Arrakis bolygó különböző felülnézeti térképein, a kiválasztott ház egységeit irányítva az összes ellenséges objektumot elpusztítsa. Kivétel az első két küldetés, ami egyfajta gyakorló szint és csak egy bizonyos mennyiségű fizetőeszköz (angolul: Credit) elérése a feladat. A végső cél eléréséhez kulcsfontosságú az értékes fűszer összegyűjtése, amelynek feldolgozásával a játékos fizetőeszközhöz juthat és azt felhasználva újabb épületeket építhet és fejleszthet valamint új mozgó egységeket hozhat létre. A fűszer begyűjtéséhez aratógépeket (angolul: Harvester) kell üzemeltetni, amik a bolygó sivatagos területein gyűjtik be azt. A fűszert a homokkal borított részeken a narancssárga színéről lehet felismerni, minél sötétebb árnyalatú, annál nagyobb mennyiségben van jelen. A sivatagos tájakon általános veszélyt jelentenek a homokférgek, amik egyaránt felfalhatják a játékos és az ellenfél mozgó egységeit is. A biztonságos részek kővel borítottak, kizárólag ilyen területekre lehet épületet építeni és a mozgó egységek is csak ezeken a helyeken vannak biztonságban a homokféreg elől. Az épületek létrehozása előtt építhetünk betonalapokat, amelyek tartósabbá teszik az azokra épített létesítményeket.
A játék során 9 küldetést kell teljesíteni, amivel az Arrakis bolygó különböző területei felett szerzi meg a játékos az uralmat. A küldetés kezdetekor a játékos a térképes felületen csak a csapatainak közvetlen környezetét látja, a többi részletet fekete takarás fedi. Az takarásban lévő területeket a játékos a mozgó egységeivel tudja felderíteni, ezt követően pedig azok is láthatóak maradnak. A játékban a fűszeren és az abból szerzett fizetőeszközön kívül az épületek energiaellátására van szükség, ami szélcsapda objektum (angolul: Windtrap) építésével oldható meg. A begyűjtött fűszer feldolgozásához fűszer-finomító létesítményt (angolul: Refinery) kell építeni, a lánctalpas aratógépek oda szállítják a nyersanyagot és a finomító csekély mennyiségben tárolja is az értékes fizetőeszközt. A javak felhalmozása fűszer-silók (angolul: Spice Silo) létesítésével lehetséges. A játék előrehaladtával újabb és fejlettebb épületek válnak elérhetővé.
Az energia és a fizetőeszköz biztosítása mellett a végső cél eléréséhez harci egységek gyártása a feladat. Az alap egységekkel (gyalogosok, terepjárók, harckocsik) mindhárom ház rendelkezik, viszont mindegyiknek megvan a különlegessége.

### Atreides sajátosságai
- Van háromkerekű gyors terepjáró egysége (angolul: Trike).
- Különleges harci egysége a nagy sebzést széles sávban, ugyanakkor rövid távon biztosító szónikus tank (angolul: Sonic Tank).
- Toborozni tud fremen (angolul: Fremen) autonóm csapatokat, akik portyázva ellenséges egységeket támadnak meg.
- Rendelkeznek vadászrepülő egységgel. (angolul: Ornithopter).

### Harkonnen sajátosságai
- Ütőképes fegyvere a hatalmas, páncélozott Devastator tank. Képes önmegsemmisítésre, ezzel a környezetében lévő egységekben nagy kárt tesz.
- Rendelkezik nagy hatótávolságú, ugyanakkor pontatlan rakétával (angolul: Death Hand), amely nagy területen tud pusztítást végezni.
- Nincs könnyű gyalogsága, alapból rakétavetővel felfegyverzett a gyalogos egysége.
- Nem rendelkezik repülő egységgel.

### Ordos sajátosságai
- Rendelkezésre áll az Atreides háromkerekű terepjárójának továbbfejlesztett változata (angolul: Ordos Raider), amely gyorsabb viszont sérülékenyebb.
- Különleges egysége a Deviator, mely rövid időre átállítja az eltalált ellenséges járművet.
- Van szabotőre (angolul: Saboteur) ami gyorsan mozgó gyalogos egység és képes épületeket besurranva elpusztítani.
- Az Atreideshez hasonlóan rendelkezik repülő egységgel.

A játékos hozzáférhet más házak speciális egységeihez, ha elfoglal egy ellenséges gyárat, és legyártja a kívánt egységeket az elfoglalt gyárban. A játékmenetben felbukkannak a Sardaukar csapatok is, a császár elit harcosai, akik támadást indítanak.

## Kiadások
A játékot 1992 decemberében adták ki Dune II: The Building of a Dynasty címmel a PC-s MS-DOS rendszerre. Az elnevezésre azért volt szükség, mert 1992-ben egy másik Dune nevű kalandjáték is megjelent a Cryo játékfejlesztő gondozásában, és mivel annak a kiadására előbb került sor, ezért a Westwood Studios kénytelen volt elnevezésében megkülönböztetni a két játékot.
1993-ban kiadták a játék Amigára és a Mega Drive-ra készített változatát. Az Amigás verzió játékmenete és felülete szinte teljesen megegyezik a PC-s változattal, csupán a grafikája gyengébb.

## További információ
- Tóta W. Árpád:  Szerdai retro: Dune ][. iddqd.blog.hu (2010. május 26.)  (Hozzáférés: 2021. október 30.)
- Dune II: The Building of a Dynasty (MobyGames) (angolul)
- Dune II: The Building of a Dynasty (Science Fiction Encyclopedia) (angolul)
- Dune 2 - The Building of a Dynasty (angolul)
- Dune Legacy – A Dune II clone (angolul)
- Dune II - The Maker - Stefan Hendricks-féle remake
- Dune II online - online játszható változat